# DDR-Meisterschaften im Schwimmen 1974

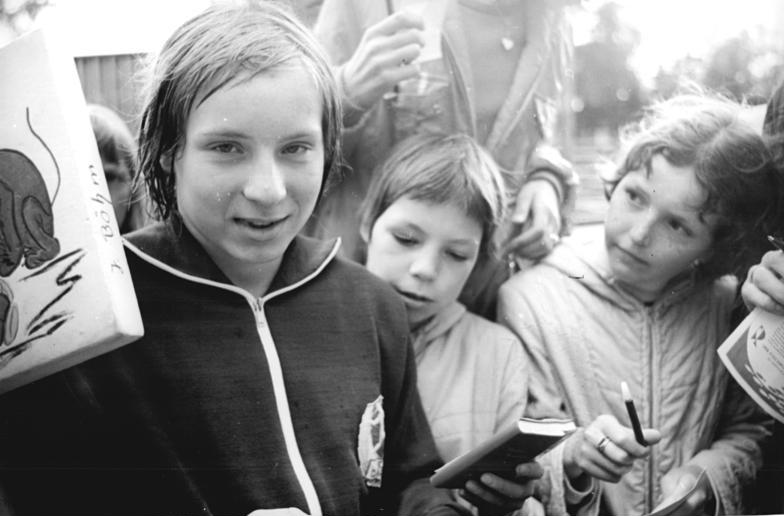
Anne-Katrin Schott stellte einen neuen Weltrekord über 200 m Brust auf.

Die DDR-Meisterschaften im Schwimmen wurden 1974 zum 25. Mal ausgetragen und fanden vom 4. bis 8. Juli in Rostock statt, bei denen auf 29 Strecken (15 Herren / 14 Damen) die Meister ermittelt wurden. Mit elf Titeln war der SC DHfK Leipzig die erfolgreichste Mannschaft und stellte mit Roger Pyttel, der sieben Titel gewann, den erfolgreichsten Sportler dieser Meisterschaft.
Sportliche Höhepunkte der Meisterschaft waren die vier Weltrekorde von Kornelia Ender über 100 Meter Freistil, Anne-Katrin Schott über 200 Meter Brust und Ulrike Richter über 100 und 200 Meter Rücken sowie der Europarekord von Angela Franke über 200 Meter Freistil. Für neue DDR-Rekorde bei den Herren sorgte Christian Lietzmann über 200 und 400 Meter Lagen sowie bei den Damen Angela Franke über 400 Meter Freistil. Des Weiteren stellte die Damenstaffel vom SC DHfK Leipzig über 4 × 100 Meter Freistil und vom SC Karl-Marx-Stadt über 4 × 100 Meter Lagen neue DDR-Rekorde für Klubstaffeln auf.

## Herren
| Wettbewerb          | Gold                                                                               | Gold         | Silber                                                                            | Silber       | Bronze                                                         | Bronze       |
| 100 m Freistil      | Roger Pyttel SC DHfK Leipzig                                                       | 53,55 s      | Roland Matthes SC Turbine Erfurt                                                  | 53,98 s      | Lutz Wanja ASK Vorwärts Potsdam                                | 54,20 s      |
| 200 m Freistil      | Roger Pyttel SC DHfK Leipzig                                                       | 1:55,56 min  | Wilfried Hartung TSC Berlin                                                       | 1:57,88 min  | Andreas Meier SC Empor Rostock                                 | 1:58,54 min  |
| 400 m Freistil      | Roger Pyttel SC DHfK Leipzig                                                       | 4:07,30 min  | Frank Pfütze SC Dynamo Berlin                                                     | 4:09,13 min  | Wilfried Hartung TSC Berlin                                    | 4:09,52 min  |
| 1500 m Freistil0    | Frank Pfütze SC Dynamo Berlin                                                      | 16:26,12 min | Berger SC Empor Rostock                                                           | 16:28,53 min | Axel Freudenberg SC Karl-Marx-Stadt                            | 16:29,29 min |
| 100 m Brust         | Wolfram Sperling SC DHfK Leipzig                                                   | 1:08,96 min  | Jürgen Glas SC Dynamo Berlin                                                      | 1:09,71 min  | Jörg Walter SC Turbine Erfurt                                  | 1:09,78 min  |
| 200 m Brust         | Jörg Walter SC Turbine Erfurt                                                      | 2:29,34 min  | Ulrich Nitzsche SC Karl-Marx-Stadt                                                | 2:30,71 min  | Michael Spormann SC Dynamo Berlin                              | 2:33,29 min  |
| 100 m Schmetterling | Roger Pyttel SC DHfK Leipzig                                                       | 56,62 s      | Roland Matthes SC Turbine Erfurt                                                  | 56,72 s      | Christian Lietzmann SC Einheit Dresden                         | 58,41 s      |
| 200 m Schmetterling | Roger Pyttel SC DHfK Leipzig                                                       | 2:05,40 min  | Volker Pohl SC Einheit Dresden                                                    | 2:07,85 min  | Gerd Glogowsky SC DHfK Leipzig                                 | 2:08,34 min  |
| 100 m Rücken        | Roland Matthes SC Turbine Erfurt                                                   | 57,39 s      | Lutz Wanja ASK Vorwärts Potsdam                                                   | 59,11 s      | Thomas Luckau SC Dynamo Berlin                                 | 1:01,31 min  |
| 200 m Rücken        | Roland Matthes SC Turbine Erfurt                                                   | 2:04,8 min   | Thomas Luckau SC Dynamo Berlin                                                    | 2:09,2 min   | Lutz Wanja ASK Vorwärts Potsdam                                | 2:09,3 min   |
| 200 m Lagen         | Christian Lietzmann SC Einheit Dresden                                             | 2:08,35 min  | Wolfram Sperling SC DHfK Leipzig                                                  | 2:12,63 min  | Lutz Wanja ASK Vorwärts Potsdam                                | 2:13,34 min  |
| 400 m Lagen         | Christian Lietzmann SC Einheit Dresden                                             | 4:34,74 min  | Wolfram Sperling SC DHfK Leipzig                                                  | 4:41,78 min  | Jörg Walter SC Turbine Erfurt                                  | 4:45,77 min  |
| 4 × 100 m Freistil  | TSC Berlin Hartmut Flöckner Wilfried Hartung Michael Krause Wolfgang Wachenschwanz | 3:40,45 min  | SC DHfK Leipzig Roger Pyttel Christoph Baumbach Gerd Glogowsky Wolfram Dobroschke | 3:40,57 min  | SC Dynamo Berlin Frank Pfütze Thomas Luckau Försterling Krautz | 3:45,83 min  |
| 4 × 200 m Freistil  | SC DHfK Leipzig Roger Pyttel Wolfram Sperling Christoph Baumbach Gerd Glogowsky    | 7:59,65 min  | TSC Berlin                                                                        | 8:07,57 min  | SC Dynamo Berlin                                               | 8:20,76 min  |
| 4 × 100 m Lagen     | SC DHfK Leipzig Roger Pyttel Wolfram Sperling Gerd Glogowsky Christoph Baumbach    | 4:05,44 min  | ASK Vorwärts Potsdam                                                              | 4:07,17 min  | SC Einheit Dresden                                             | 4:09,01 min  |

## Damen
| Wettbewerb          | Gold                                                                            | Gold        | Silber                                                                   | Silber      | Bronze                                                                 | Bronze      |
| 100 m Freistil      | Kornelia Ender SC Chemie Halle                                                  | 57,51 s     | Angela Franke SC Magdeburg                                               | 58,51 s     | Andrea Eife SC Dynamo Berlin                                           | 1:00,06 min |
| 200 m Freistil      | Angela Franke SC Magdeburg                                                      | 2:05,25 min | Andrea Eife SC Dynamo Berlin                                             | 2:07,08 min | Monika Seltmann SC Dynamo Berlin                                       | 2:08,71 min |
| 400 m Freistil      | Angela Franke SC Magdeburg                                                      | 4:22,19 min | Kornelia Ender SC Chemie Halle                                           | 4:23,47 min | Cornelia Dörr SC DHfK Leipzig                                          | 4:25,48 min |
| 800 m Freistil      | Cornelia Dörr SC DHfK Leipzig                                                   | 9:02,86 min | Gudrun Wegner SC Einheit Dresden                                         | 9:04,95 min | Marion Papra TSC Berlin                                                | 9:11,49 min |
| 100 m Brust         | Renate Vogel SC Karl-Marx-Stadt                                                 | 1:14,58 min | Anne-Katrin Schott SC DHfK Leipzig                                       | 1:15,52 min | Karla Linke SC Einheit Dresden                                         | 1:15,59 min |
| 200 m Brust         | Anne-Katrin Schott SC DHfK Leipzig                                              | 2:37,89 min | Renate Vogel SC Karl-Marx-Stadt                                          | 2:38,85 min | Hannelore Anke SC Karl-Marx-Stadt                                      | 2:40,23 min |
| 100 m Schmetterling | Kornelia Ender SC Chemie Halle                                                  | 1:02,86 min | Rosemarie Kother SC Dynamo Berlin                                        | 1:03,21 min | Roswitha Beier SC Dynamo Berlin                                        | 1:04,97 min |
| 200 m Schmetterling | Rosemarie Kother SC Dynamo Berlin                                               | 2:15,96 min | Kornelia Ender SC Chemie Halle                                           | 2:18,94 min | Anne-Kathrin Leucht SC DHfK Leipzig                                    | 2:20,12 min |
| 100 m Rücken        | Ulrike Richter SC Einheit Dresden                                               | 1:04,43 min | Kornelia Ender SC Chemie Halle                                           | 1:06,01 min | Monika Seltmann SC Dynamo Berlin                                       | 1:07,94 min |
| 200 m Rücken        | Ulrike Richter SC Einheit Dresden                                               | 2:18,41 min | Ulrike Tauber SC Karl-Marx-Stadt                                         | 2:22,25 min | Andrea Eife SC Dynamo Berlin                                           | 2:24,70 min |
| 200 m Lagen         | Angela Franke SC Magdeburg                                                      | 2:21,46 min | Ulrike Tauber SC Karl-Marx-Stadt                                         | 2:21,50 min | Andrea Hübner SC Karl-Marx-Stadt                                       | 2:24,46 min |
| 400 m Lagen         | Ulrike Tauber SC Karl-Marx-Stadt                                                | 4:57,76 min | Angela Franke SC Magdeburg                                               | 5:00,01 min | Gudrun Wegner SC Einheit Dresden                                       | 5:02,50 min |
| 4 × 100 m Freistil  | SC Karl-Marx-Stadt Hannelore Anke Ulrike Tauber Jorzig Andrea Hübner            | 4:02,27 min | SC Dynamo Berlin Monika Seltmann Barbara Krause Monika Meyer Andrea Eife | 4:04,01 min | SC DHfK Leipzig Ines Zimmermann Ute Brückner Cornelia Dörr Marina Jank | 4:04,94 min |
| 4 × 100 m Lagen     | SC DHfK Leipzig Maike Lohse Anne-Katrin Schott Anne-Kathrin Leucht Ute Brückner | 4:30,11 min | SC Karl-Marx-Stadt                                                       | 4:30,46 min | SC Einheit Dresden                                                     | 4:32,57 min |

## Medaillenspiegel

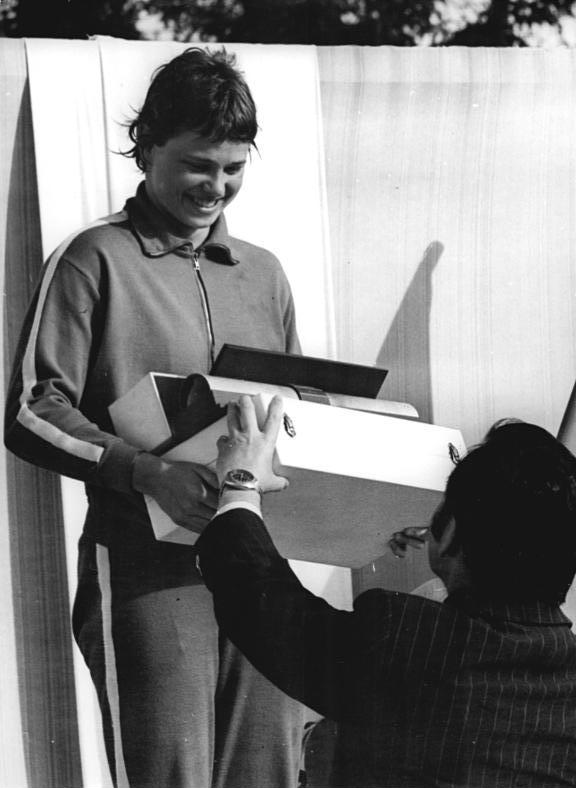
Ulrike Richter stellte über 100 und 200 m Rücken neue Weltrekorde auf.

| Platz | Verein                        | Verein               | Gold | Silber | Bronze | Total |
| ----- | ----------------------------- | -------------------- | ---- | ------ | ------ | ----- |
| 01    |                               | SC DHfK Leipzig      | 110  | 4      | 4      | 19    |
| 02    | Logo vom SC Einheit Dresden   | SC Einheit Dresden   | 4    | 2      | 5      | 11    |
| 03    | Logo vom SC Karl-Marx-Stadt   | SC Karl-Marx-Stadt   | 3    | 5      | 3      | 11    |
| 04    | Logo vom SC Turbine Erfurt    | SC Turbine Erfurt    | 3    | 2      | 2      | 07    |
| 05    | Logo vom SC Magdeburg         | SC Magdeburg         | 3    | 2      | –      | 05    |
| 06    | Logo vom SC Dynamo Berlin     | SC Dynamo Berlin     | 2    | 6      | 9      | 17    |
| 07    | Logo vom SC Chemie Halle      | SC Chemie Halle      | 2    | 3      | –      | 05    |
| 08    | Logo vom TSC Berlin           | TSC Berlin           | 1    | 2      | 2      | 05    |
| 09    | Logo vom ASK Vorwärts Potsdam | ASK Vorwärts Potsdam | –    | 2      | 3      | 05    |
| 10    | Logo vom SC Empor Rostock     | SC Empor Rostock     | –    | 1      | 1      | 02    |
|       | Total                         | Total                | 29   | 29     | 29     | 87    |